# 슈렉 4-D
슈렉 4-D(Shrek 4-D)는 유니버설 스튜디오 재팬, 유니버설 스튜디오 할리우드, 유니버설 스튜디오 플로리다, 유니버설 스튜디오 싱가포르에 있는 4차원 영화이다. 놀이기구에서 즐길 수 있으며 4-D 시스템으로 되어 있다.